# معتز بالله الجنيدي
معتز بالله محمد أحمد محمد الجنيدي (من مواليد 26 سبتمبر 1986) هو لاعب كرة قدم لبناني، يلعب في مركز قلب دفاع لنادي الحكمة الذي ينافس في الدوري اللبناني الممتاز.

## مهنة النادي
انضم إلى فريق شباب الأنصار في عام 2001، وظهر لأول مرة في موسم 2006-07، ثم انضم إلى دبا الفجيرة في دوري الدرجة الأولى الإماراتي في سبتمبر 2013. وفي العام التالي، انتقل على سبيل الإعارة لمدة عام إلى فريق الدوري العراقي الممتاز نفط الجنوب. ثم عاد إلى الأنصار في أغسطس 2015. وفي يناير 2017، انتقل إلى فريق فيلدا يونايتد الذي يلعب في الدوري الماليزي الممتاز على سبيل الإعارة لمدة عام واحد. وفي يونيو 2021 جدد مع الأنصار لمدة موسمين، ثم رحل عن الأنصار في يوليو 2022 بعد أن أمضى أكثر من 21 عاما مع النادي. وفي 12 يوليو 2022، وقع عقدًا مع نادي الحكمة.

## مهنة دولية
مثل الجنيدي لبنان دوليًا في منتخب لبنان تحت 23 عامًا في تصفيات الألعاب الأولمبية الصيفية 2008 في عام 2007، وشارك في منتخب لبنان، وظهر في المباريات التأهيلية لكأس العالم 2010، و2014 و2018. في ديسمبر 2018، استدعي لتشكيلة كأس آسيا 2019.

## الإنجازات

### الأنصار
- الدوري اللبناني الممتاز: 2005–06، 2006–07، 2020–21.
- كأس الاتحاد اللبناني: 2001–02، 2005–06، 2006–07، 2009–10، 2011–12، 2020–21؛ الوصيف: 2021–22.
- كأس السوبر اللبناني: 2012، 2021؛ المركز الثاني: 2002، 2010.
- كأس النخبة اللبنانية: 2005، 2008، 2010.

## روابط خارجية
- معتز الجنيدي في RSSSF
- معتز بالله الجنيدي  على سكروي
- معتز بالله الجنيدي على موقع أف آي لبنان (FA Lebanon)
- معتز بالله الجنيدي على أل أف جي
- اللاعب معتز بالله الجنيدي على موقع كووورة.